# Spirodela polyrhiza

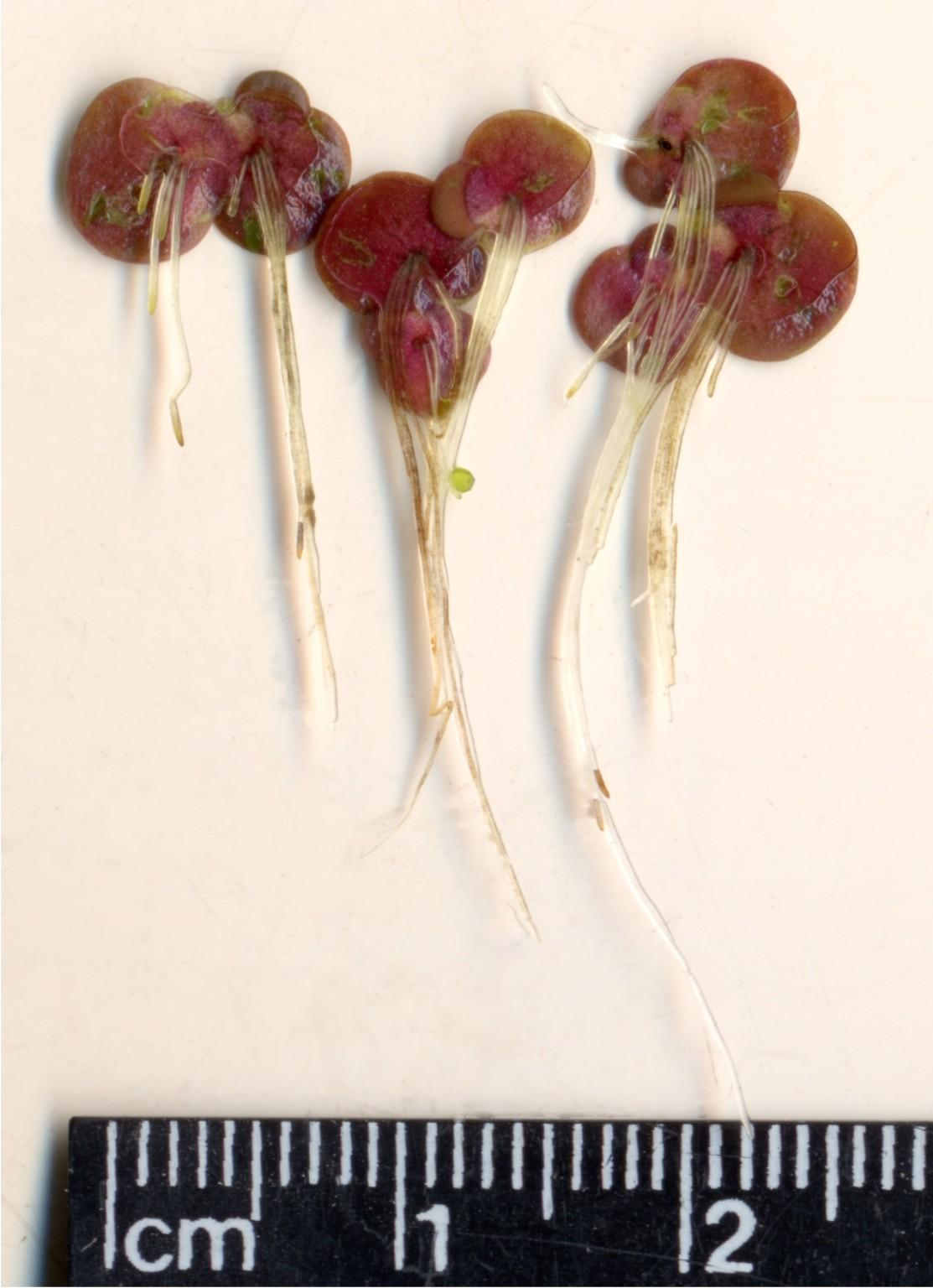
Talos de S. polyrhiza.

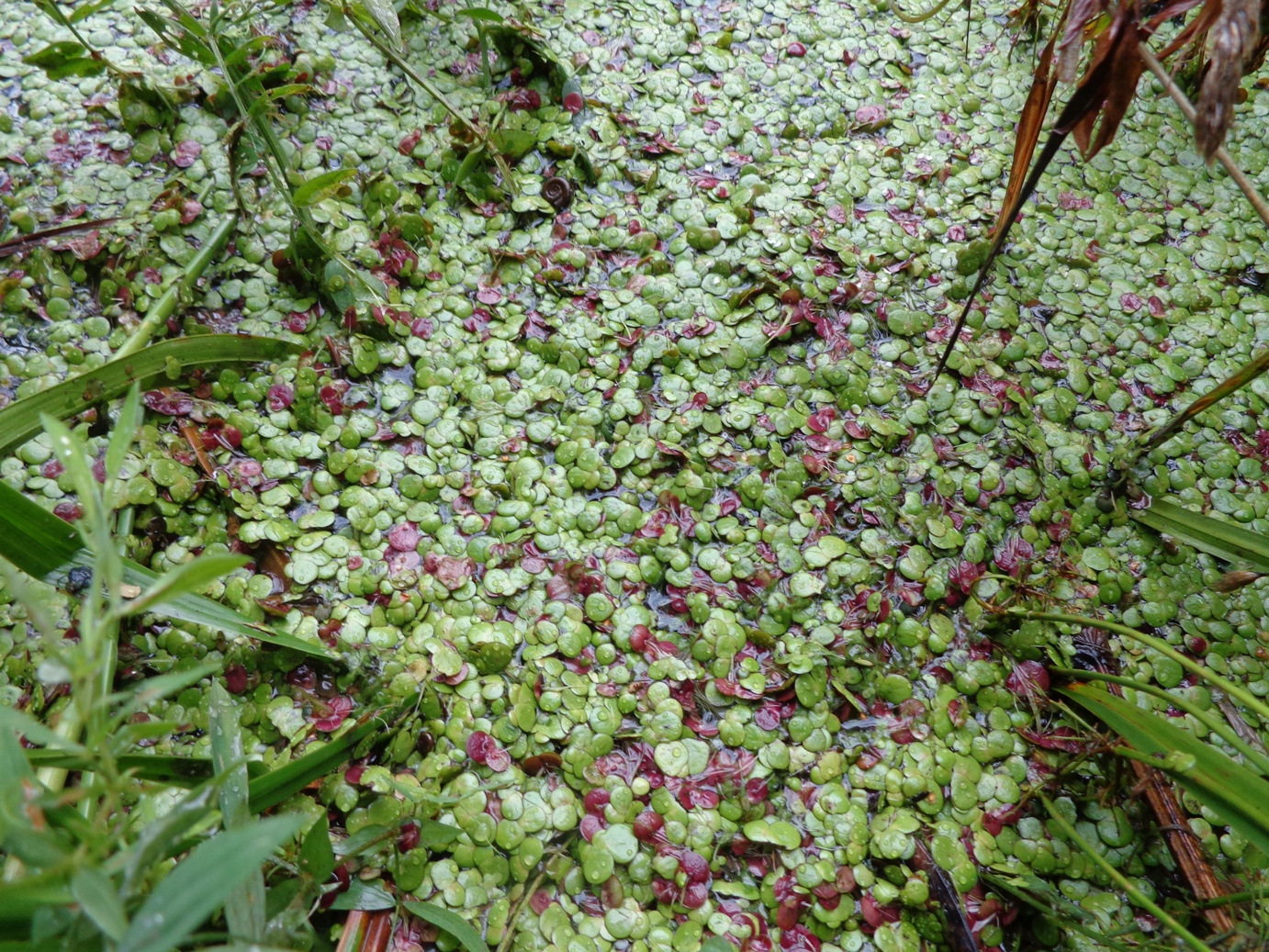
Hábito da planta.

Spirodela polyrhiza é uma espécie de planta aquática da subfamília Lemnoideae (ex-família Lemnaceae) da família Araceae.

## Descrição
S. polyrhiza é uma minúscula planta talosa, de flutuação livre, com o corpo vegetativo reduzido a estruturas taloides ovais a quase arredondadas, de 4–10 mm de diâmetro máximo, assimétricas e opacas, com 5-9 nervuras planas em ambas as faces, verde-escuro na face superior e acinzentada na face inferior. Cada planta apresenta 5-15 raízes. Raramente floresce na primavera.
A espécie tem distribuição natural em grande parte da Europa, estando apenas ausenta da Islândia, Albânia e Grécia. Prefere habitats de águas paradas, pântanos e albufeiras pouco profundas.

## Taxonomia
Spirodela polyrhiza foi descrita por (L.) Schleid. e publicado em Linnaea 13: 392. 1839.
Sinonímia
- Lemna bannatica Waldst. & Kit. ex Schleid.
- Lemna major Griff.
- Lemna maxima Blatt. & Hallb.
- Lemna obcordata P. Beauv.
- Lemna orbicularis Kit. ex Schult.
- Lemna orbiculata Roxb.
- Lemna polyrrhiza L.
- Lemna polyrrhiza var. concolor Kurz
- Lemna thermalis P.Beauv. ex Nutt.
- Lemna thermalis P. Beauv.
- Lemna transsilvanica Schur
- Lemna umbonata A.Br. ex Hegelm.
- Lenticula polyrrhiza (L.) Lam.
- Spirodela atropurpurea Montandon
- Spirodela maxima (Blatt. & Hallb.) McCann
- Spirodela polyrrhiza var. masonii Daubs
- Telmatophace orbicularis (Kit. ex Schult.) Schur
- Telmatophace polyrrhiza (L.) Godr.[3]